# Liste der Endspiele um die Copa Sudamericana
Die Liste der Endspiele um die Copa Sudamericana enthält alle Finalbegegnungen seit Einführung des Wettbewerbs im Jahr 2002. Traditionell wurden die Finalspiele in Hin- und Rückspiel in den jeweiligen Heimspielstätten der Klubs ausgetragen. Bei Punkt- und Torgleichheit galt bis 2007 die Auswärtstorregel. War auch die Zahl der auswärts erzielten Tore gleich, folgte im Anschluss an das Rückspiel unmittelbar ein Elfmeterschießen. Seit 2008 gilt im Finale die Auswärtstorregel nicht mehr. Besteht dort Torgleichstand nach Hin- und Rückspiel gibt es eine Verlängerung und danach ggf. ein Elfmeterschießen. 2019 wurde das Finale erstmals in einem Spiel auf neutralem Platz ausgetragen.
Bis heute (Stand: 2024) haben 38 Endspiele (Hin- und Rückspiel bis 2018 getrennt betrachtet) stattgefunden.

## Die Endspiele im Überblick
Die Sieger nach Hin- und Rückspiel von 2002 bis 2018 sind fett gedruckt.
| Saison | Stadion                                                                   | Stadt                                 | Heimmannschaft                                         | Ergebnisse                            | Gastmannschaft                                         |
| ------ | ------------------------------------------------------------------------- | ------------------------------------- | ------------------------------------------------------ | ------------------------------------- | ------------------------------------------------------ |
| 2002   | Estadio Atanasio Girardot Estadio Pedro Bidegain                          | Medellín Buenos Aires                 | Atlético Nacional Club Atlético San Lorenzo de Almagro | 0:4 0:0                               | Club Atlético San Lorenzo de Almagro Atlético Nacional |
| 2003   | Estadio Monumental Antonio Vespucio Liberti Estadio Monumental de la UNSA | Buenos Aires Arequipa                 | River Plate Club Sportivo Cienciano                    | 3:3 1:0                               | Club Sportivo Cienciano River Plate                    |
| 2004   | Estadio Hernando Siles La Bombonera                                       | La Paz Buenos Aires                   | Club Bolívar Boca Juniors                              | 1:0 2:0                               | Boca Juniors Club Bolívar                              |
| 2005   | Estadio Olímpico Universitario La Bombonera                               | Mexiko-Stadt Buenos Aires             | UNAM Pumas Boca Juniors                                | 1:1 1:1, (4:3 i. E.)                  | Boca Juniors UNAM Pumas                                |
| 2006   | Estadio Hidalgo Estadio Nacional de Chile                                 | Pachuca Santiago de Chile             | CF Pachuca CSD Colo-Colo                               | 1:1 1:2                               | CSD Colo-Colo CF Pachuca                               |
| 2007   | Aztekenstadion Estadio Presidente Perón                                   | Mexiko-Stadt Avellaneda               | Club América Arsenal de Sarandí                        | 2:3 1:2                               | Arsenal de Sarandí Club América                        |
| 2008   | Estadio Ciudad de La Plata Estádio Beira-Rio                              | La Plata Porto Alegre                 | Estudiantes de La Plata Internacional Porto Alegre     | 0:1 1:1 n. V.                         | Internacional Porto Alegre Estudiantes de La Plata     |
| 2009   | Estadio La Casa Blanca Maracanã                                           | Quito Rio de Janeiro                  | LDU Quito Fluminense Rio de Janeiro                    | 5:1 3:0                               | Fluminense Rio de Janeiro LDU Quito                    |
| 2010   | Estádio Serra Dourada Estadio Libertadores de América                     | Goiânia Avellaneda                    | Goiás EC CA Independiente                              | 2:0 3:1 n. V., (5:3 i. E.)            | CA Independiente Goiás EC                              |
| 2011   | Estadio La Casa Blanca Estadio Nacional de Chile                          | Quito Santiago de Chile               | LDU Quito CF Universidad de Chile                      | 0:1 3:0                               | CF Universidad de Chile LDU Quito                      |
| 2012   | La Bombonera Estádio do Morumbi                                           | Buenos Aires São Paulo                | CA Tigre FC São Paulo                                  | 0:0 2:0                               | FC São Paulo CA Tigre                                  |
| 2013   | Estádio do Pacaembu Estadio Ciudad de Lanús – Néstor Díaz Pérez           | São Paulo Lanús                       | AA Ponte Preta CA Lanús                                | 1:1 2:0                               | CA Lanús AA Ponte Preta                                |
| 2014   | Estadio Atanasio Girardot Estadio Monumental Antonio Vespucio Liberti     | Medellín Buenos Aires                 | Atlético Nacional River Plate                          | 1:1 2:0                               | River Plate Atlético Nacional                          |
| 2015   | Estadio Tomás Adolfo Ducó Estadio Nemesio Camacho                         | Buenos Aires Bogotá                   | Club Atlético Huracán Independiente Santa Fe           | 0:0 0:0 n. V., (3:1 i. E.)            | Independiente Santa Fe Club Atlético Huracán           |
| 2016   | Finale wegen Flugzeugabsturz abgesagt                                     | Finale wegen Flugzeugabsturz abgesagt | Finale wegen Flugzeugabsturz abgesagt                  | Finale wegen Flugzeugabsturz abgesagt | Finale wegen Flugzeugabsturz abgesagt                  |
| 2017   | Estadio Libertadores de América Maracanã                                  | Avellaneda Rio de Janeiro             | CA Independiente Flamengo Rio de Janeiro               | 2:1 1:1                               | Flamengo Rio de Janeiro CA Independiente               |
| 2018   | Estadio Metropolitano Roberto Meléndez Arena da Baixada                   | Barranquilla Curitiba                 | Atlético Junior Athletico Paranaense                   | 1:1 1:1 n. V., (4:3 i. E.)            | Athletico Paranaense Atlético Junior                   |
| Saison | Stadion                                                                   | Stadt                                 | Sieger                                                 | Ergebnis                              | Finalist                                               |
| 2019   | Estadio General Pablo Rojas                                               | Asunción                              | Independiente del Valle                                | 3:1                                   | CA Colón                                               |
| 2020   | Estadio Mario Alberto Kempes                                              | Córdoba                               | CSD Defensa y Justicia                                 | 3:0                                   | CA Lanús                                               |
| 2021   | Estadio Centenario                                                        | Montevideo                            | Athletico Paranaense                                   | 1:0                                   | Red Bull Bragantino                                    |
| 2022   | Estadio Mario Alberto Kempes                                              | Córdoba                               | Independiente del Valle                                | 2:0                                   | FC São Paulo                                           |
| 2023   | Estadio Centenario                                                        | Montevideo                            | LDU Quito                                              | 1:1 n. V., (4:3 i. E.)                | Fortaleza EC                                           |
| 2024   | Estadio General Pablo Rojas                                               | Asunción                              | Racing Club de Avellaneda                              | 3:1                                   | Cruzeiro Belo Horizonte                                |

## Ranglisten der Austragungsorte
(einschließlich 2024 nach insgesamt 38 Finalspielen)
| Rang | Stadion                                     | Austr. |
| ---- | ------------------------------------------- | ------ |
| 1    | La Bombonera                                | 3      |
| 2    | Maracanã                                    | 2      |
|      | Estadio Monumental Antonio Vespucio Liberti | 2      |
|      | Estadio Nacional de Chile                   | 2      |
|      | Estadio Atanasio Girardot                   | 2      |
|      | Estadio La Casa Blanca                      | 2      |
|      | Estadio Libertadores de América             | 2      |
|      | Estadio Metropolitano Roberto Meléndez      | 2      |
|      | Estadio Centenario                          | 2      |
|      | Estadio General Pablo Rojas                 | 2      |
| 11   | Estádio do Morumbi                          | 1      |
|      | Estádio do Pacaembu                         | 1      |
|      | Estadio Ciudad de Lanús – Néstor Díaz Pérez | 1      |
|      | Estadio Pedro Bidegain                      | 1      |
|      | Estadio Monumental de la UNSA               | 1      |
|      | Estadio Hernando Siles                      | 1      |
|      | Estadio Olímpico Universitario              | 1      |
|      | Estadio Hidalgo                             | 1      |
|      | Aztekenstadion                              | 1      |
|      | Estadio Presidente Perón                    | 1      |
|      | Estadio Ciudad de La Plata                  | 1      |
|      | Estádio Beira-Rio                           | 1      |
|      | Estádio Serra Dourada                       | 1      |
|      | Estadio Tomás Adolfo Ducó                   | 1      |
|      | Estadio Nemesio Camacho                     | 1      |
|      | Arena da Baixada                            | 1      |
|      | Estadio Mario Alberto Kempes                | 1      |

| Rang | Stadt             | Austr. |
| ---- | ----------------- | ------ |
| 1    | Buenos Aires      | 7      |
| 2    | Avellaneda        | 3      |
| 3    | Asunción          | 2      |
|      | Rio de Janeiro    | 2      |
|      | Mexiko-Stadt      | 2      |
|      | Medellín          | 2      |
|      | São Paulo         | 2      |
|      | Santiago de Chile | 2      |
|      | Quito             | 2      |
|      | Córdoba           | 2      |
|      | Montevideo        | 2      |
| 12   | Arequipa          | 1      |
|      | Pachuca           | 1      |
|      | Goiânia           | 1      |
|      | Porto Alegre      | 1      |
|      | La Plata          | 1      |
|      | La Paz            | 1      |
|      | Lanús             | 1      |
|      | Bogotá            | 1      |
|      | Barranquilla      | 1      |
|      | Curitiba          | 1      |

| Rang | Land        | Austr. |
| ---- | ----------- | ------ |
| 1    | Argentinien | 14     |
| 2    | Brasilien   | 7      |
| 3    | Kolumbien   | 4      |
| 4    | Mexiko      | 3      |
| 5    | Chile       | 2      |
|      | Ecuador     | 2      |
|      | Paraguay    | 2      |
|      | Uruguay     | 2      |
| 9    | Peru        | 1      |
|      | Bolivien    | 1      |